# Lianxia
Lianxia (kinesiska: 莲下) är en köping i sydöstra Kina. Den ligger i stadsdistriktet Chenghai i staden Shantou i provinsen Guangdong,  omkring 360 kilometer öster om provinshuvudstaden Guangzhou. Antalet invånare är 117 893. Befolkningen består av 58 456 kvinnor och 59 437 män. Barn under 15 år utgör 16,0 %, vuxna 15-64 år 74 %, och äldre över 65 år 8,0 %.